# احمد مدان
احمد پذیرا مشهور به احمد مدان، (زادهٔ ۱۳۱۵ - درگذشتهٔ ۱۴۰۲) عکاس و هنرمند اهل جناح از توابع شهرستان بستک بود.

## زندگی‌نامه
پذیرا در سال ۱۳۱۵ در دهستان جناح متولد شد. در سال ۱۳۲۰ خانوادهٔ او پس از وقوع خشکسالی در کرانه‌های شمالی خلیج فارس به بحرین که محل کار پدر او بود مهاجرت کردند. او تا سال ۱۳۷۴ در بحرین ساکن بود و سپس به زادگاه خود بازگشت. «مدان» نامی است که در بحرین به او داده شده بود.

## فعالیت هنری
احمد مدان در طول عمر خود در هنرهای عکاسی، خوشنویسی و موسیقی فعالیت می‌کرد. او پس از بازگشت به ایران در ۱۳۷۴ طی ۲۰ سال به‌صورت بر عکاسی از عناصر بومی جنوب مرکزی ایران متمرکز شد. عکاسی از افراد، میراث فرهنگی، خوراکی‌ها، طبیعت و… پرداخت که حاصل این تلاش به‌جاماندن ۳۵هزار قطعه‌عکس پشت‌نویسی‌شده بود.
از مدان ساز موسیقی بنجو فارسی به‌جا مانده‌است که با نام «بلبل پارس» شناخته می‌شود.
مدان در سال‌های پایانی زندگی خود آثار خود را در موزه‌ای شخصی که در خانه‌اش ایجاد شده بود در معرض بازدید عموم قرار داد.

## گرامی‌داشت‌ها
در اسفندماه ۱۴۰۰ با پیگیری شهرداری و شورای اسلامی شهر جناح، بزرگداشت احمد مدان با عنوان «گنج شایگان جناح» برگزار شد.

## درگذشت
احمد مدان در ۱ دی ۱۴۰۲ در بخش جناح در سن ۸۷ سالگی درگذشت.